# Вознесенський (Медведевський район)
Вознесе́нський (рос. Вознесенский, марій. Вознесенский) — селище у складі Медведевського району Марій Ел, Росія. Входить до складу Знаменського сільського поселення.
Селище утворене 10 липня 2003 року.

## Населення
Населення — 109 осіб (2010).